# Versus (EP de Paulo Londra)
Versus (estilizado en mayúsculas) es el primer extended play (EP) del cantante y rapero argentino Paulo Londra, publicado el 6 de marzo de 2025 a través de Dale Play Records. Londra colaboró con el productor Mr. Naisgai, quien también participó en la composición con Vicente Jiménez. Se trata de un proyecto musical compuesto por seis canciones que abarcan los sonidos del trap, el hip hop y la música urbana. El EP significó el regreso de Londra a los géneros que marcaron sus inicios musicales representados en su mixtape Dímelo (2018) y su primer álbum de estudio Homerun (2019).

## Antecedentes
En una entrevista de octubre de 2024 con el creador de contenido Roberto Mtz, Londra reveló que tenía planes de lanzar un álbum de estudio o un EP para el 2025. En diciembre de 2024, anunció que la posible fecha de publicación del proyecto sería en febrero o marzo. En febrero de 2025, Londra archivó todas sus publicaciones de su cuenta de Instagram y comenzó a publicar nuevas fotografías que indicaban los nombres de las canciones. Después, en su cuenta de X, confirmó que su nuevo material musical se trataba de un EP de trap en solitario. El 27 de febrero de 2025, Londra develó que el título del proyecto era Versus y su lanzamiento estaba programado para el 6 de marzo de ese mismo año.

## Recepción

### Comentarios de la crítica
Versus recibió críticas positivas por parte de los expertos. Julián Mastrángelo, de la revista Billboard Argentina, calificó al álbum positivamente y lo definió como «el regreso a los orígenes del artista cordobés». En la reseña Mastrángelo destacó el regreso de Londra a la sonidos de sus primeros trabajos, presentándose con «canciones de trap y rap donde vuelve a las rimas crudas, tiraderas al estilo latino y ritmos que hacía tiempo no escuchábamos en su haber». Laura Coca de Los 40 España, destacó que Versus representa el reflejo de Londra de «su deseo de inspirar a otros a encontrar su voz y utilizar la música como una herramienta de sanación y empoderamiento». En una opinión similar, Azul Ingratta de El Debate nombró al EP como «un viaje a sus orígenes» y resaltó que en cada una de las canciones «Londra deja ver su evolución artística y personal, conectando su pasado con su presente».

## Promoción
En el marco de su lanzamiento, Londra regresó a su ciudad natal y al colegio de su infancia en el día del maestro, en Córdoba, e interpretó un trap como muestra de agradecimiento a los docentes por su dedicación. También ofreció una charla con los alumnos sobre su experiencia con el bullying durante su niñez y cómo encontró refugio en la música y el freestyle como formas de expresión y liberación. Con su charla, buscó inspirar a los estudiantes a seguir luchando por sus sueños, a pesar de los obstáculos que la vida pueda presentar. El mismo día, por la tarde, el cantante hizo una aparición sorpresa en una competencia de freestyle local, un lugar que evocó recuerdos de su pasado, cuando competía junto a sus amigos y forjó su camino en la música. Durante la competencia, se sumó como juez y, al final, otorgó un premio especial al finalista: ser el telonero en sus próximos conciertos en Argentina y recibir un kit exclusivo de Home Studio, que incluyó una computadora, micrófono y placa de audio.

## Lista de canciones
Todas las canciones están compuestas por Paulo Londra, «Vibarco» y «Mr. Naisgai», y producidas por este último.
| Versus |               |          |  |
| N.º    | Título        | Duración |  |
| 1.     | «Sin cadenas» | 2:22     |  |
| 2.     | «Mi versión»  | 2:38     |  |
| 3.     | «Next»        | 2:01     |  |
| 4.     | «Glampling»   | 2:21     |  |
| 5.     | «PVSL»        | 3:02     |  |
| 6.     | «Gracias»     | 1:59     |  |
| 14:25  |               |          |  |

Notas
- Todas las canciones están estilizadas en mayúscula.

## Posicionamiento en las listas
| Listas (2025)       | Mejor posición |
| ------------------- | -------------- |
| España (PROMUSICAE) | 81             |

## Créditos y personal
Producción y técnica
- Paulo Londra: voz, composición
- Luis Jonuel «Mr. Naisgai» González: composición, sintetizador, producción
- Vicente «Vibarco» Jiménez: composición
- Lewis Pickett: ingeniero de mezcla, ingeniero de masterización

Fuente: Tidal.

## Historial de lanzamientos
| País    | Fecha              | Formato(s)                 | Sello(s) discográfico(s) | Ref.   |
| ------- | ------------------ | -------------------------- | ------------------------ | ------ |
| Mundial | 6 de marzo de 2025 | Descarga digital streaming | Dale Play Records        | [ 15 ] |